# Напад НОВЈ на Глину новембра 1943.
Јединице Четвртог корпуса НОВЈ извеле су крајем новембра 1943. напад на немачки гарнизон у Глини и посаде на околним комуникацијама. Напад је почео 23. новембра 1943. у вечерњим часовима. У нападу су учествовале три бригаде Седме банијске дивизије, док су снаге Осме кордунашке дивизије затварале правце из Петриње према Глини.
На Банији је тада био размештен 24. СС оклопно-гренадирски пук Данмарк, делови 1. козачке коњичке дивизије, и усташко-домобранске снаге.
И поред знатног залагања банијских јединица, напад на Глину 23/24. новембра, као ни поновљени напад следеће ноћи нису успели. Одбрану СС-посаде у Глини помогла је и немачка авијација.
Јединице Осме кордунашке бригаде 25. новембра ујутро на сектору Храстовице код Петриње из одбране су прешле у напад, разбивши једну чету СС оклопних гренадира и потчињене делове домобрана, наневши им знатне губитке и заузевши место.

## Ток борби за Глину
У Глини се налазио један батаљон 24. СС оклопно-гренадирског пука Данмарк, једна сатнија 5. усташке бојне, и око 50 жандарма. Појас одбране гарнизона био је утврђен бункерима и бодљикавом жицом.
Напад на одбрану Глине који је почео ноћу 23/24. новембра, Седма дивизија извела је са три бригаде, ојачане са 3 тенка, корпусном хаубичком батеријом и батеријом пољских топова Осме дивизије: Трећом бригадом нападала је са југозападне, Друга бригада са југоисточне и Четврта бригада са североисточне стране.
Упркос залагању бораца Седме дивизије, сви напади током ноћи 23/24. новембра били су одбијени. Напад је обновљен током дана 24. новембра, као и следеће ноћи, али поново без успеха. Током дана 25. новембра вршене су припреме за поновни напад, али је немачка авијација омела концентрацију Друге бригаде и распршила њене делове. Друга бригада је у нападу замењена Првом из резерве, али ни то није донело успех.
25. новембра штаб четвртог корпуса наредио је обуставу напада на Глину, оценивши да даљи напади немају изгледа на успех. У овим нападима, Седма дивизија имала је 38 мртвих, око 11 рањених и 3 нестала борца
У радио-комуникацији између немачке Команде југоистока и команде Друге оклопне армије извештава се о нападу на Глину:
Према изјавама заробљеника потврђена Прва и Четврта банијска бригада. Напад надмоћне банде са тенковима (2 уништена) са југоистока и североистока на Глину. Банда продрла у Глину. Цеста Петриња-Глина блокирана. Мост североисточно од Глине срушен.
Упоран снажан отпор нашем нападу за помоћ Глини.

## Напад на Храстовицу
Напад на Глину обезбеђивале су из правца Петриње две бригаде Осме дивизије: Прва бригада блокирала је место Гора, а Трећа бригада Храстовицу. Пошто није дошло до прикупљања крупнијих немачких снага, ове две бригаде прешле су у нападе на ова места.
Запажен успех остварила је Трећа бригада Осме дивизије, која је у нападу 25. новембра заузела Храстовицу, разбивши посаду састављену од чете есесоваца и домобрана. Трећа бригада успешно је савладала изграђену утврђену линију састављену од бункера повезаних саобраћајницама и фортификацијских препрека, наневши осовинској посади губитке од 91 погинулог (4 официра и 4 подофицира) и 59 заробљених.

## Даљи развој
Последњих дана новембра 1943. извршена је смена немачких посада на Банији. Делови 11. СС оклопно-гренадирске дивизије замењени су јединицама 1. козачке коњичке дивизије. Ове снаге су, заједно са 371. и 373. дивизијом и усташама 6. децембра 1943. отпочеле операцију Пантер против Седме дивизије НОВЈ на Банији у склопу зимских операција Друге оклопне армије. Ове операције нису донеле трајно олакшање немачким посадама. 8. јануара 1944. Седма дивизија отпочела је нови напад на немачке посаде на Банији, и 11. јануара Немци су били принуђени да напусте Глину, која је постала важно средиште слободне територије.